# Rói Patursson
Pour les articles homonymes, voir Patursson.
Rói Patursson (né en 1947 à Tórshavn) est un écrivain et philosophe féroïen auteur de poèmes en féroïen. 

## Biographie
Après avoir achevé ses études secondaires à Saint-François (Skt. Frans skole), une école privée catholique de la capitale féroïenne, Rói Patursson s'engage comme marin à l'âge de 16 ans. Il voyage, notamment en Orient, et séjourne une année en Islande, puis dans divers pays européens (il est en France en mai 68). Il s'installe ensuite à Copenhague où il vit de 1970 à 1985. Après avoir travaillé comme ouvrier dans une usine, il s'inscrit à l'université et obtient une maîtrise de philosophie. De retour aux îles Féroé en 1985, il enseigne pendant deux ans à l'université de Tórshavn, où il donne des cours du soir, et collabore à des émissions de radio. Il enseigne ensuite dans une école de création littéraire à Bergen, en Norvège. Depuis 1988, il est recteur de la Haute école populaire des îles Féroé (Føroya Fólkaháskúli), fondée en 1899. Rói Patursson est marié et père de deux filles nées en 1974 et 1981.

## Œuvres
Poésie
- 1969 - Yrkingar
- 1976 - Á alfaravegi
- 1983 - Spor í sjónum
- 1985 - Líkasum

Aux îles Féroé, les poèmes de Rói Patursson sont publiés aux éditions Mentunargrunnur Studentafelagsins, à Tórshavn. 
Spor í sjónum, disponible sur CD, a fait l'objet d'une adaptation musicale et d'un enregistrement bilingue féroïen-danois par la chanteuse Annika Hoydal. 
Prose
- Norðoyar, en collaboration avec Hans T. Christiansen et Sörensen Björn, édition trilingue féroïen-suédois-anglais. Ouvrage illustré sur les "îles du nord" (les 6 îles du nord-est des îles Féroé), Informationsgruppen AB, Stockholm 1989
- Amariel Norðoy, en collaboration avec Jógvan Isaksen. Cet essai sur le peintre féroïen Amariel Norðoy (né en 1945) comporte des poèmes de Rói Patursson. Édition en féroïen, introduction trilingue féroïen-danois-anglais, Mentunargrunnur Studentafelagsins, Tórshavn 1987

## Prix et distinctions
Rói Patursson est à ce jour, avec William Heinesen, l'un des deux seuls écrivains féroïens lauréats du grand prix de littérature du Conseil nordique, qu'il a obtenu en 1986 pour son recueil de poèmes intitulé Líkasum.
Il a également obtenu à deux reprises, en 1969 et 1988, le prix M. A. Jacobsen, le plus important prix littéraire des îles Féroé.

## Traductions
Le recueil de poèmes Líkasum a été traduit en danois, en norvégien et en suédois. Certains autres poèmes de Rói Patursson, traduits dans différentes langues, ont été publiés dans des anthologies.
en allemand
- Färöische Dichtung aus 100 Jahren - von Djurhuus bis Poulsen, poèmes choisis et traduits du féroïen par Paul Alfred Kleinert, Engelsdorfer Verlag, Engelsdorf/Leipzig 2007.

en anglais
- Rocky Shores: An Anthology of Faroese Poetry, poèmes choisis et traduits du féroïen par George Johnston, Wilfion Books Publishers, Paisley (Écosse) 1981
- Nordic Poetry Festival, New York 1993, sous la direction de K. Leander et E. Malmsten

en danois
- Færøske digte 1900-71, poèmes traduit du féroïen par P.M. Pedersen, Copenhague 1972
- Ligesom, traduit du féroïen par Ebba Hentze, Vindrose, Copenhague 1986, 102 pages

en français
- quelques poèmes traduits par Régis Boyer dans le numéro 887 de la revue littéraire Europe (avril 1983), consacré notamment aux écrivains des îles Féroé

en norvégien
- Færøysk lyrikk : gjendiktingar av færøysk notidslyrikk, poèmes choisis et traduits du féroïen par Knut Ødegård, Aschehoug forlag, Oslo 1974
- Som om, traduit du féroïen par Jón Sveinbjørn Jónsson, Oktober forlag, Oslo 1986, 102 pages

en suédois
- Som: dikter, traduit du féroïen par Jan Karlsson, Fripress bokförlag, Bromma/Stockholm 1987, 111 pages

### Sources
- Jógvan Isaksen Ongin rósa er rósa allan dagin. Um skaldskapin hjá Róa Paturssyni, illustrations d'Amariel Norðoy, Mentunargrunnur Studentafelagsins, Tórshavn 1986 ; traduction danoise Ingen rose er rose hele dagen. Rói Paturssons digtning, Rolvs forlag, Rødovre (Copenhague) 1988
- Jógvan Isaksen, Færøsk Litteratur, Vindrose, Copenhague 1993